# QY Возничего
QY Возничего (лат. QY Aurigae) — двойная звезда в созвездии Возничего на расстоянии приблизительно 20,5 световых лет (около 6,29 парсеков) от Солнца. Видимая звёздная величина звезды — от +13,19m до +10,9m. Орбитальный период — около 10,427 суток.

## Характеристики
Первый компонент (GJ 268 A) — красный карлик, эруптивная переменная звезда типа UV Кита (UV) спектрального класса M5Ve или M4,47. Масса — около 0,226 солнечной. Эффективная температура — около 3423 K.
Второй компонент (GJ 268 B) — красный карлик, эруптивная переменная звезда типа UV Кита (UV) спектрального класса M5Ve. Масса — около 0,1923 солнечной.